# Schlechtes Vorbild (Shirin-David-Lied)
Schlechtes Vorbild ist ein Lied der deutschen Rapperin und Sängerin Shirin David aus dem Jahr 2021.

## Entstehung und Veröffentlichung
Das Lied wurde von der Interpretin Barbara Davidavičius (Shirin David) selbst, zusammen mit den Koautoren Samuele Frijo, Lars Hammerstein (Laas Unltd.), Melvin Schmitz (Young Mesh) und Marcel Uhde (Juh-Dee), geschrieben. Frijo, Juh-Dee und Young Mesh zeichneten zudem auch für die Produktion verantwortlich.
Die Erstveröffentlichung von Schlechtes Vorbild erfolgte als Single am 11. November 2021 bei Juicy Money Records. Diese erschien als digitaler Einzeltrack zum Download und Streaming. Am 19. November 2021 erschien das Lied als Teil von Davids zweiten Studioalbum Bitches brauchen Rap, dessen insgesamt sechste Singleauskopplung es ist.

## Inhalt
Schlechtes Vorbild wurde in b-Moll mit 76 Schlägen pro Minute komponiert. David rappt darin aus der Perspektive eines 14-jährigen Mädchens, das ihr über Instagram eine Nachricht schreibt. Das Mädchen schildert Erfahrungen mit Sexismus, Unterdrückung und sexueller Belästigung durch ihren Sportlehrer und findet in David ein Vorbild für Selbstbestimmung und Feminismus. Das Lied thematisiert gesellschaftliche Doppelmoral und kritisiert traditionelle Rollenbilder.

## Rezeption
Ein Rezensent vom Musikexpress ist der Meinung, dass das Lied konzeptionell an Stan (Eminem feat. Dido) erinnere, indem er die Form eines Briefes oder einer Nachricht eines Fans an den Künstler nutzt. Allerdings liege der Fokus hier auf gesellschaftlicher Kritik und der Darstellung realer Erfahrungen junger Frauen in einer patriarchal geprägten Gesellschaft.

## Kommerzieller Erfolg
Auf der Streaming-Plattform Spotify verzeichnete das Lied bis August 2025 über 16,2 Millionen Aufrufe.
Chartplatzierungen
Schlechtes Vorbild avancierte zum Charthit in Deutschland (Rang 13), der Schweiz (Rang 16) und Österreich (Rang 19). In Deutschland war es die erste Singleveröffentlichung von David, die es nicht in die Top 10 schaffte.
| ChartsChartplatzierungen | Höchstplatzierung | Wochen |
| ------------------------ | ----------------- | ------ |
| Deutschland (GfK)        | 13 (3 Wo.)        | 3      |
| Österreich (Ö3)          | 19 (2 Wo.)        | 2      |
| Schweiz (IFPI)           | 16 (2 Wo.)        | 2      |